# Abū l-Qāsim al-Chū'ī
Abū l-Qāsim al-Chū'ī (arabisch أبو القاسم الموسوي الخوئي Abu l-Qasim al-Musawi al-Chui, DMG Abū l-Qāsim al-Mūsawī al-Ḫūʾī, auch Abul Kassem al-Choei persisch ابوالقاسم خویی‎; * 19. November 1899 in Choi, Iran; † 8. August 1992 in Kufa, Irak) war ein Großajatollah.

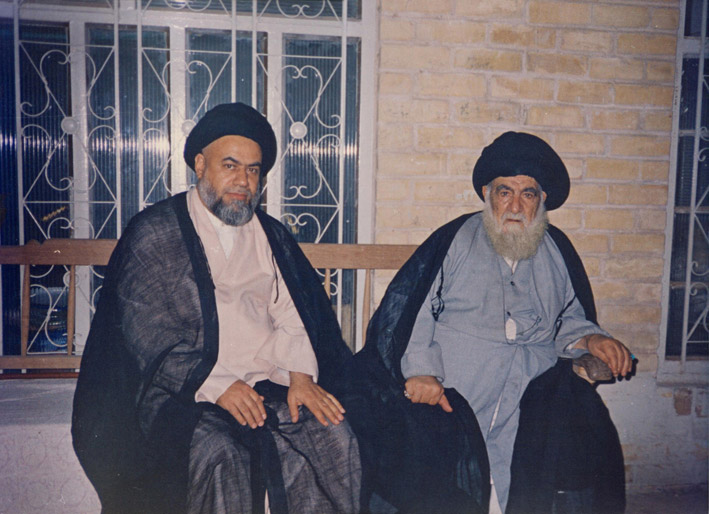
Dschalal ad-Din Faqih Imani mit Abū l-Qāsim al-Chū'ī (rechts)

## Leben
1912, im Alter von 13 Jahren, ging er nach Nadschaf im Irak, um an der dortigen Hawza, der theologischen Hochschule, seine religiösen Studien zu beginnen. Er blieb mehr als 70 Jahre an dieser Schule des Islam schiitischer Auslegung, als Schüler, Lehrer und ab 1970 als ihr Leiter, nachdem er zum Nachfolger des Großajatollahs Muhsin al-Tabataba'i al-Hakim (1889–1970) gewählt worden war. Den Rang eines Ajatollah hatte er schon bald nach der Vollendung seines 30. Lebensjahres erreicht. Von 1970 bis zu seinem Tod war er der höchste geistliche Würdenträger aller Schiiten; nur vielen Iranern galt der „große Imam“ Ruhollah Chomeini mehr.

## Staatstheorie
Abū l-Qāsim al-Mūsawī al-Chū'ī war unter den Großajatollahs einer der erklärtesten Opponenten der nicht von Großajatollahs, sondern von Ruhollah Chomeini entwickelten Theorie, dass das Wächteramt (Velayat-e Faqih) islamischer Juristen den von obersten Rechtsgelehrten beherrschten islamischen Staat verlange.  Dieses Verlangen, das die Grundlage für die Struktur der Islamischen Republik Iran bildete, war nach seiner quietistischen Auffassung, die in der jahrhundertealten Tradition des schiitischen Klerus stand, eine Neuschöpfung ohne Rechtfertigung in schiitischer Theologie oder Jurisprudenz.

## Verhältnis zum Regime Saddam Husseins
Abū l-Qāsim al-Mūsawī al-Chū'ī weigerte sich, das Regime Saddam Husseins zu unterstützen.  Nach der Niederschlagung des schiitischen Aufstandes gegen die Regierung Saddam Husseins im März 1991 wurde er zunächst verhaftet, zu gemeinsamen Fernsehauftritten mit Saddam Hussein gezwungen und dann unter Hausarrest gestellt.

## Tod
Er starb in seiner Wohnung in Kufa am Sonnabend, dem 8. August 1992. Die Regierung ließ umgehend alle Straßen nach Kufa und Nadschaf sperren und verhängte Ausgangssperren, um regimekritische Demonstrationen zu verhindern. Die offiziellen Medien verkündeten den Tod des Großajatollahs und meldeten, dass die Beisetzung am Sonntag stattfinden werde. Gegen Mitternacht wurde seine Familie jedoch angewiesen, die Leiche schon vor Sonnenaufgang zu beerdigen. Großajatollah Ali as-Sistani sprach die Totengebete. Der Sarg wurde von nur sechs Personen begleitet, doch die Regierungsmedien verkündeten, der Sarg sei mit großem Geleit und unter Anteilnahme von Regierungsvertretern zu allen wichtigen religiösen Stätten der Gegend getragen und dann zur letzten Ruhe gebettet worden.

## Söhne
Einer seiner Söhne, Sayyid Mohammed Taqi al-Choei, starb in der Nacht vom 21. zum 22. Juli 1994 bei einem Autounfall, der von Leuten Saddam Husseins arrangiert worden sein soll.
Ein weiterer Sohn, Sayyid Abdul Madschid al-Choi, kehrte nach der amerikanischen Eroberung von Bagdad 2003 aus dem Exil in den Irak zurück.  Als Vorsitzender der von seinem Vater zur Unterstützung religiöser und wohltätiger Werke gegründeten al-Choei-Stiftung wollte er sich um die Wiederbelebung des religiösen Zentrums Nadschaf bemühen. Er wurde am 10. April 2003 in der Nähe der Imam-Ali-Moschee in Nadschaf ermordet.